# Lista de senadores do Brasil da 45.ª legislatura
Esta é a lista de senadores do Brasil da 45.ª legislatura do Congresso Nacional. Inclui-se o nome civil dos parlamentares, o partido ao qual eram filiados na data da posse, sua unidade federativa de origem, bem como outras informações. Esta legislatura do Senado Federal durou de 1 de fevereiro de 1975 a 31 de janeiro de 1979.

## Composição das bancadas
| # | Partido | Líder          | Bancada | Posição  |
| - | ------- | -------------- | ------- | -------- |
|   | ARENA   | -              | 46 / 66 | Governo  |
|   | MDB     | Paulo Brossard | 20 / 66 | Oposição |

## Mesa diretora
| Imagem | Cargo              | Nome                                          | Partido | Estado              |
| ------ | ------------------ | --------------------------------------------- | ------- | ------------------- |
|        | Presidente         | Petrônio Portella (Petrônio Portella Nunes)   | ARENA   | Piauí               |
|        | 1° Vice-Presidente | Gustavo Capanema (Gustavo Capanema Filho)     | ARENA   | Minas Gerais        |
|        | 2° Vice-Presidente | Evandro Carreira (Evandro das Neves Carreira) | MDB     | Amazonas            |
|        | 1° Secretário      | Teotônio Vilela (Teotônio Brandão Vilela)     | ARENA   | Alagoas             |
|        | 2° Secretário      | Nelson Carneiro (Nelson de Souza Carneiro)    | MDB     | Guanabara           |
|        | 3° Secretário      | Lenoir Vargas (Lenoir Vargas Ferreira)        | ARENA   | Santa Catarina      |
|        | 4° Secretário      | Dinarte Mariz (Dinarte de Medeiros Mariz)     | ARENA   | Rio Grande do Norte |
|        | 1° Suplente        | Franco Montoro (André Franco Montoro)         | MDB     | São Paulo           |
|        | 2° Suplente        | Renato Franco (João Renato Franco)            | ARENA   | Pará                |
|        | 3° Suplente        | José Lindoso (José Bernardino Lindoso)        | ARENA   | Bahia               |
|        | 4° Suplente        | Orestes Quércia                               | MDB     | São Paulo           |

## Senadores em exercício ao fim da legislatura
| Imagem              | Nome                                                                 | Partido | Início de mandato       | Fim de mandato         | Observações                                 |
| Acre                | Acre                                                                 | Acre    | Acre                    | Acre                   | Acre                                        |
| ------------------- | -------------------------------------------------------------------- | ------- | ----------------------- | ---------------------- | ------------------------------------------- |
|                     | Adalberto Sena (Adalberto Correia Sena)                              | MDB     | 1° de fevereiro de 1963 | 21 de janeiro de 1982  |                                             |
|                     | Altevir Leal                                                         | ARENA   | 15 de março de 1975     | 31 de janeiro de 1979  | 1° Suplente de Geraldo Mesquita             |
|                     | José Guiomard (José Guiomard dos Santos)                             | ARENA   | 1° de fevereiro de 1963 | 31 de janeiro de 1983  |                                             |
| Alagoas             |                                                                      |         |                         |                        |                                             |
|                     | Teotônio Vilela (Teotônio Brandão Vilela)                            | ARENA   | 1° de fevereiro de 1967 | 31 de janeiro de 1983  |                                             |
|                     | Arnon de Mello (Arnon Affonso de Farias Mello)                       | ARENA   | 1° de fevereiro de 1963 | 31 de janeiro de 1983  |                                             |
|                     | Luís Cavalcanti (Luís de Sousa Cavalcanti)                           | ARENA   | 1° de fevereiro de 1971 | 31 de janeiro de 1987  |                                             |
| Amazonas            |                                                                      |         |                         |                        |                                             |
|                     | Evandro Carreira (Evandro das Neves Carreira)                        | MDB     | 1° de fevereiro de 1975 | 31 de janeiro de 1983  |                                             |
|                     | João Braga Jr (João dos Santos Braga Júnior)                         | ARENA   | 24 de janeiro de 1978   | 31 de janeiro de 1979  | 1° Suplente de José Esteves                 |
|                     | José Lindoso (José Bernardino Lindoso)                               | ARENA   | 1° de fevereiro de 1971 | 31 de janeiro de 1979  | Eleito Governador do Amazonas em 1978       |
| Bahia               |                                                                      |         |                         |                        |                                             |
|                     | Luís Viana Filho                                                     | ARENA   | 1° de fevereiro de 1975 | 5 de junho de 1990     |                                             |
|                     | Heitor Dias (Heitor Dias Pereira)                                    | ARENA   | 1° de fevereiro de 1971 | 31 de janeiro de 1979  |                                             |
|                     | Rui Santos                                                           | ARENA   | 1° de fevereiro de 1971 | 31 de janeiro de 1979  |                                             |
| Ceará               |                                                                      |         |                         |                        |                                             |
|                     | Mauro Benevides (Carlos Mauro Cabral Benevides)                      | MDB     | 1° de fevereiro de 1975 | 31 de janeiro de 1983  |                                             |
|                     | Virgílio Távora (Virgílio de Morais Fernandes Távora)                | ARENA   | 1° de fevereiro de 1971 | 31 de janeiro de 1979  | Eleito Governador do Ceará em 1978          |
|                     | Francisco Uchôa Lima (Francisco Ernando Uchôa Lima)                  | ARENA   | 23 de novembro de 1978  | 31 de janeiro de 1979  | Suplente de Wilson Gonçalves                |
| Espírito Santo      |                                                                      |         |                         |                        |                                             |
|                     | Dirceu Cardoso                                                       | MDB     | 1° de fevereiro de 1975 | 31 de janeiro de 1983  |                                             |
|                     | Eurico Resende (Eurico Vieira de Rezende)                            | ARENA   | 1° de fevereiro de 1963 | 31 de janeiro de 1979  | Eleito Governador do Espírito Santo em 1978 |
|                     | João Calmon (João de Medeiros Calmon)                                | ARENA   | 1° de fevereiro de 1971 | 31 de janeiro de 1983  |                                             |
| Goiás               |                                                                      |         |                         |                        |                                             |
|                     | Lázaro Barbosa (Lázaro Ferreira Barbosa)                             | MDB     | 1° de fevereiro de 1975 | 31 de janeiro de 1983  |                                             |
|                     | Benedito Ferreira (Benedito Vicente Ferreira)                        | ARENA   | 1° de fevereiro de 1971 | 31 de janeiro de 1987  |                                             |
|                     | Osires Teixeira                                                      | ARENA   | 1° de fevereiro de 1971 | 31 de janeiro de 1979  |                                             |
| Guanabara           |                                                                      |         |                         |                        |                                             |
|                     | Hugo Ramos                                                           | MDB     | 27 de fevereiro de 1978 | 31 de janeiro de 1979  | 1° Suplente de Danton Jobim                 |
|                     | Nelson Carneiro (Nelson de Souza Carneiro)                           | MDB     | 1° de fevereiro de 1971 | 31 de janeiro de 1995  |                                             |
|                     | Benjamin Farah (Benjamin Miguel Farah)                               | MDB     | 1° de fevereiro de 1971 | 31 de janeiro de 1979  |                                             |
| Maranhão            |                                                                      |         |                         |                        |                                             |
|                     | Henrique de La Rocque (Henrique de La Rocque Almeida)                | ARENA   | 1° de fevereiro de 1975 | 17 de março de 1980    |                                             |
|                     | Alexandre Costa (Alexandre Alves Costa)                              | ARENA   | 1° de fevereiro de 1971 | 5 de março de 1995     |                                             |
|                     | José Sarney (José Ribamar Ferreira de Araújo Costa)                  | ARENA   | 1° de fevereiro de 1971 | 14 de março de 1975    |                                             |
| Mato Grosso         |                                                                      |         |                         |                        |                                             |
|                     | Antônio Mendes Canale                                                | ARENA   | 31 de janeiro de 1975   | 31 de janeiro de 1983  |                                             |
|                     | Italívio Coelho (Italívio Martins Coelho)                            | ARENA   | 12 de julho de 1973     | 31 de janeiro de 1979  | 1° Suplente de Filinto Müller               |
|                     | Saldanha Derzi (Rachid Saldanha Derzi)                               | ARENA   | 1° de fevereiro de 1971 | 31 de janeiro de 1995  |                                             |
| Minas Gerais        |                                                                      |         |                         |                        |                                             |
|                     | Itamar Franco (Itamar Augusto Cautiero Franco)                       | MDB     | 1° de fevereiro de 1975 | 15 de março de 1990    | Eleito Vice-Presidente do Brasil em 1989    |
|                     | Gustavo Capanema (Gustavo Capanema Filho)                            | ARENA   | 1° de fevereiro de 1971 | 31 de janeiro de 1979  |                                             |
|                     | José Magalhães Pinto (José de Magalhães Pinto)                       | ARENA   | 1° de fevereiro de 1971 | 31 de janeiro de 1979  |                                             |
| Pará                |                                                                      |         |                         |                        |                                             |
|                     | Jarbas Passarinho (Jarbas Gonçalves Passarinho)                      | ARENA   | 1° de fevereiro de 1967 | 31 de janeiro de 1983  |                                             |
|                     | Edward Cattete Pinheiro                                              | ARENA   | 1° de fevereiro de 1963 | 31 de janeiro de 1979  |                                             |
|                     | Renato Franco (João Renato Franco)                                   | ARENA   | 1° de fevereiro de 1971 | 31 de janeiro de 1979  |                                             |
| Paraíba             |                                                                      |         |                         |                        |                                             |
|                     | Ivandro Cunha Lima (Ivandro Moura Cunha Lima)                        | MDB     | 21 de julho de 1977     | 31 de janeiro de 1983  | 1° Suplente de Rui Carneiro                 |
|                     | José Medeiros Vieira                                                 | ARENA   | 6 de junho de 1978      | 31 de janeiro de 1979  | 1° Suplente de Domício Gondim               |
|                     | Milton Cabral (Milton Bezerra Cabral)                                | ARENA   | 1° de fevereiro de 1971 | 31 de janeiro de 1987  |                                             |
| Paraná              |                                                                      |         |                         |                        |                                             |
|                     | Francisco Leite Chaves                                               | MDB     | 1° de fevereiro de 1975 | 31 de janeiro de 1983  |                                             |
|                     | Francisco Accioly Filho (Francisco Accioly Rodrigues da Costa Filho) | ARENA   | 1° de fevereiro de 1971 | 31 de janeiro de 1979  |                                             |
|                     | João Matos Leão (João de Matos Leão)                                 | ARENA   | 1° de fevereiro de 1971 | 31 de janeiro de 1979  |                                             |
| Pernambuco          |                                                                      |         |                         |                        |                                             |
|                     | Marcos Freire (Marcos de Barros Freire)                              | MDB     | 1° de fevereiro de 1975 | 31 de janeiro de 1983  |                                             |
|                     | Murilo Paraíso (Murilo Carneiro Leão Paraíso)                        | ARENA   | 10 de julho de 1977     | 31 de janeiro de 1979  | 1° Suplente de Paulo Guerra                 |
|                     | Roberto Magalhães (Roberto Magalhães Melo)                           | ARENA   | 2 de julho de 1975      | 31 de janeiro de 1979  | 2° Suplente de Wilson Campos                |
| Piauí               |                                                                      |         |                         |                        |                                             |
|                     | Petrônio Portella (Petrônio Portella Nunes)                          | ARENA   | 15 de novembro de 1966  | 15 de março de 1979    | Presidente do Senado por dois biênios       |
|                     | Fausto Gaioso (Fausto Gaioso Castelo Branco)                         | ARENA   | 1° de fevereiro de 1971 | 31 de janeiro de 1979  |                                             |
|                     | Helvídio Nunes (Helvídio Nunes de Barros)                            | ARENA   | 1° de fevereiro de 1971 | 31 de janeiro de 1987  |                                             |
| Rio de Janeiro      |                                                                      |         |                         |                        |                                             |
|                     | Saturnino Braga (Roberto Saturnino Braga)                            | MDB     | 1° de fevereiro de 1975 | 31 de dezembro de 1985 | Eleito Prefeito do Rio de Janeiro de 1985   |
|                     | Amaral Peixoto (Ernâni do Amaral Peixoto)                            | MDB     | 1° de fevereiro de 1971 | 31 de janeiro de 1987  |                                             |
|                     | João Vasconcelos Torres (João Batista de Vasconcelos Torres)         | ARENA   | 1° de fevereiro de 1963 | 31 de janeiro de 1979  |                                             |
| Rio Grande do Norte |                                                                      |         |                         |                        |                                             |
|                     | Agenor Maria (Agenor Nunes de Maria)                                 | MDB     | 1° de fevereiro de 1975 | 31 de janeiro de 1983  |                                             |
|                     | Dinarte Mariz (Dinarte de Medeiros Mariz)                            | ARENA   | 1° de fevereiro de 1963 | 9 de julho de 1984     |                                             |
|                     | Jessé Freire (Jessé Pinto Freire)                                    | ARENA   | 1° de fevereiro de 1971 | 13 de outubro de 1980  |                                             |
| Rio Grande do Sul   |                                                                      |         |                         |                        |                                             |
|                     | Paulo Brossard (Paulo Brossard de Souza Pinto)                       | MDB     | 1° de fevereiro de 1975 | 31 de janeiro de 1983  |                                             |
|                     | Daniel Krieger                                                       | ARENA   | 1° de fevereiro de 1955 | 31 de janeiro de 1979  |                                             |
|                     | Tarso Dutra (Tarso de Morais Dutra)                                  | ARENA   | 1° de fevereiro de 1971 | 5 de maio de 1983      |                                             |
| Santa Catarina      |                                                                      |         |                         |                        |                                             |
|                     | Evelásio Vieira                                                      | MDB     | 1° de fevereiro de 1975 | 31 de janeiro de 1983  |                                             |
|                     | Lenoir Vargas (Lenoir Vargas Ferreira)                               | ARENA   | 1° de fevereiro de 1971 | 1° de agosto de 1986   |                                             |
|                     | Otair Becker                                                         | ARENA   | 15 de março de 1975     | 31 de janeiro de 1979  | 1° Suplente de Antônio Carlos Konder Reis   |
| São Paulo           |                                                                      |         |                         |                        |                                             |
|                     | Orestes Quércia                                                      | MDB     | 15 de março de 1975     | 14 de março de 1983    | Eleito Vice-Governador de São Paulo em 1982 |
|                     | Otto Cirilo Lehmann                                                  | ARENA   | 23 de abril de 1976     | 31 de janeiro de 1979  | 1° Suplente de Orlando Zancaner             |
|                     | Franco Montoro (André Franco Montoro)                                | MDB     | 1° de fevereiro de 1971 | 15 de março de 1983    | Eleito Governador de São Paulo em 1982      |
| Sergipe             |                                                                      |         |                         |                        |                                             |
|                     | Gilvan Rocha (João Gilvan Rocha)                                     | MDB     | 1° de fevereiro de 1975 | 31 de janeiro de 1983  |                                             |
|                     | Augusto Franco (Augusto do Prado Franco)                             | ARENA   | 1° de fevereiro de 1971 | 31 de janeiro de 1979  | Eleito Governador de Sergipe em 1978        |
|                     | Lourival Baptista                                                    | ARENA   | 1° de fevereiro de 1971 | 31 de janeiro de 1995  |                                             |